# آتییانویل
آتییانویل (به فرانسوی: Athienville) یک کمون در فرانسه است که در canton of Arracourt واقع شده‌است. آتییانویل ۱۲٫۹۶ کیلومتر مربع مساحت دارد ۲۳۵ متر بالاتر از سطح دریا واقع شده‌است.